# Tân La Vũ Liệt vương
Thái Tông Vũ Liệt Vương (tiếng Triều Tiên:태종무열왕, 太宗 武烈王, 603–661), tên thật là Kim Chunchu (tiếng Hàn: 김춘추; Hanja: 金春秋; Hán-Việt: Kim Xuân Thu), cai trị từ năm 654 đến 661 , là vị vua thứ 29 của vương quốc Silla (Sinra). Ông được biết đến là người mở đầu cho việc thống nhất Tam Quốc Triều Tiên sau khi tiêu diệt Bách Tế. Ông là bạn thời thơ ấu của anh rể mình, tướng quân Kim Yu Shin.
Năm 654 ông lên kế vị ngôi vua Tân La. Năm 655 hai nước Bách Tế (đời vua Bách Tế Nghĩa Từ Vương) và Cao Câu Ly (đời vua Cao Câu Ly Bảo Tạng Vương) đánh khu vực biên giới phía bắc Tân La. Vũ Liệt Vương sai sứ sang nhà Đường (đời vua Đường Cao Tông) cầu viện. Tháng 2 năm 655, vua Đường Cao Tông sai Trình Danh Chấn và Tô Định Phương dẫn quân đi cứu Tân La. Quân Đường thắng lớn, bắt được 1000 người Cao Câu Ly đưa sang nhà Đường.
Ở bán đảo Triều Tiên, hai nước Bách Tế (đời vua Bách Tế Nghĩa Từ Vương) và Cao Câu Ly (đời vua Cao Câu Ly Bảo Tạng Vương) liên kết với nhau, lấn chiếm nước còn lại là Tân La. Năm 660, vua Đường Cao Tông sai Tô Định Phương và Ngu Bá Anh dẫn 144.000 quân tiến công Bách Tế để cứu Tân La. Nghe nhà Đường hứa sẽ chia đất Bách Tế sau khi diệt Bách Tế, Vũ Liệt vương cũng phái Kim Yu-shin dẫn 50.000 quân phối hợp củng quân Đường tiêu diệt Bách Tế. Kim Yu-shin đã đánh bại 5000 quân Bách Tế của Giai Bách (계백 Gye Baek) trong trận Hwangsanbeol (황산벌 전투) sau nhiều tháng chiến đấu. Giai Bách tử trận. Tô Định Phương và quân Đường tiến vào bán đảo, giết được nhiều quân Bách Tế rồi tiến vào quốc đô Bách Tế là Tứ Tỉ (Sabi), sau đó Bách Tế Nghĩa Từ vương (Uija Wang) và thái tử Phù Dư Long (Buyeo Yung) chạy về phía bắc đến Hùng Tân (Ungjin). Tô Định Phương tiến quân vây thành Tứ Tỉ. Vương thứ tử Bách Tế là Phù Dư Thái tự lập làm vua Bách Tế trong thành Tứ Tỉ rồi chỉ huy dân quân Bách Tế chống cự Tô Định Phương. Tuy nhiên con của Phù Dư Long là Phù Dư Văn Tư đưa bộ hạ trèo thành Tứ Tỉ ra hàng quân Đường, dân chúng Bách Tế cũng đi theo, Phù Dư Thái không ngăn được. Tô Định Phương lệnh cho binh sĩ nhà Đường lên thành Tứ tỉ cắm cờ, vì thế Phù Dư Thái mở cửa thành ra hàng. Sau đó Bách Tế Nghĩa Từ vương (Uija Wang) và thái tử Phù Dư Long (Buyeo Yung) cũng bị quân Đường bắt khi Tứ Tỉ (Sabi) thất thủ. Tháng 7 năm 660 nước Bách Tế chính thức bị diệt vong.
Tương truyền rằng Bách Tế Nghĩa Từ Vương bị bắt phải rót rượu cho tướng Tô Định Phương của nhà Đường và vua Tân La Vũ Liệt Vương trong 1 buổi tiệc tại thành Tứ Tỉ (Sabi) và bị sỉ nhục nặng nề. Bách Tế Nghĩa Từ Vương bị đưa đến Lạc Dương nhà Đường cùng các con là Phù Dư Hiếu (Buyeo Hyo), Phù Dư Long (Buyeo Yung) và Phù Dư Thái, 88 hầu cận và 12.807 nông dân Bách Tế (đến năm 2000, hài cốt của Bách Tế Nghĩa Từ Vương mới được đưa từ Trung Quốc về Hàn Quốc chôn cất). Vua Đường Cao Tông ra lệnh sáp nhập Bách Tế vào lãnh thổ nhà Đường, phân làm 37 quận, không chia đất cho Tân La khiến Vũ Liệt vương oán hận.
Nước Tân La vừa chinh phục được Bách Tế năm 660 thì tiến tới giành lại chủ quyền ở vùng đất Mimana (vốn bị Nhật Bản chiếm đóng từ năm 370). Các quý tộc Bách Tế lưu vong sang Nhật Bản, xin Nữ Thiên hoàng Kōgyoku giúp đỡ họ phục quốc. Nhận lời thỉnh cầu đó, Nữ Thiên hoàng Kōgyoku thân hành đến Hoàng cung Asukara (nay thuộc Fukuoka) chuẩn bị quân đội tiến đánh Tân La. Trong khi quân đội chuẩn bị tiến quân, cái chết bất ngờ của Nữ Thiên hoàng Kōgyoku vào ngày 24 tháng 8 làm hỏng kế hoạch này. Con trai của Nữ Thiên hoàng Kōgyoku là Nhiếp chính Naka no Oe kế vị, tức là Thiên hoàng Tenji.
Năm 661 Vũ Liệt vương qua đời, con là Kim Pháp Mẫn lên kế vị, tức là vua Tân La Văn Vũ Vương.